# مركز الحوسبة الفائقة في قوانغتشو
مركز الحوسبة الفائقة في قوانغتشو (بالإنجليزية: National Supercomputing Center in Guangzhou)‏ ويرمز له (NSCC-GZ) هو بناء يقع في مدينة قوانغتشو في الصين ويضم حالياً الحاسوب الفائق تيانهي-2 ومن قبله تيانهي-1.